# Tingsryd (commune)
La commune de Tingsryd est une commune suédoise du comté de Kronoberg. 12 892 personnes y vivent. Son siège se situe à Tingsryd.